# دهان انسان

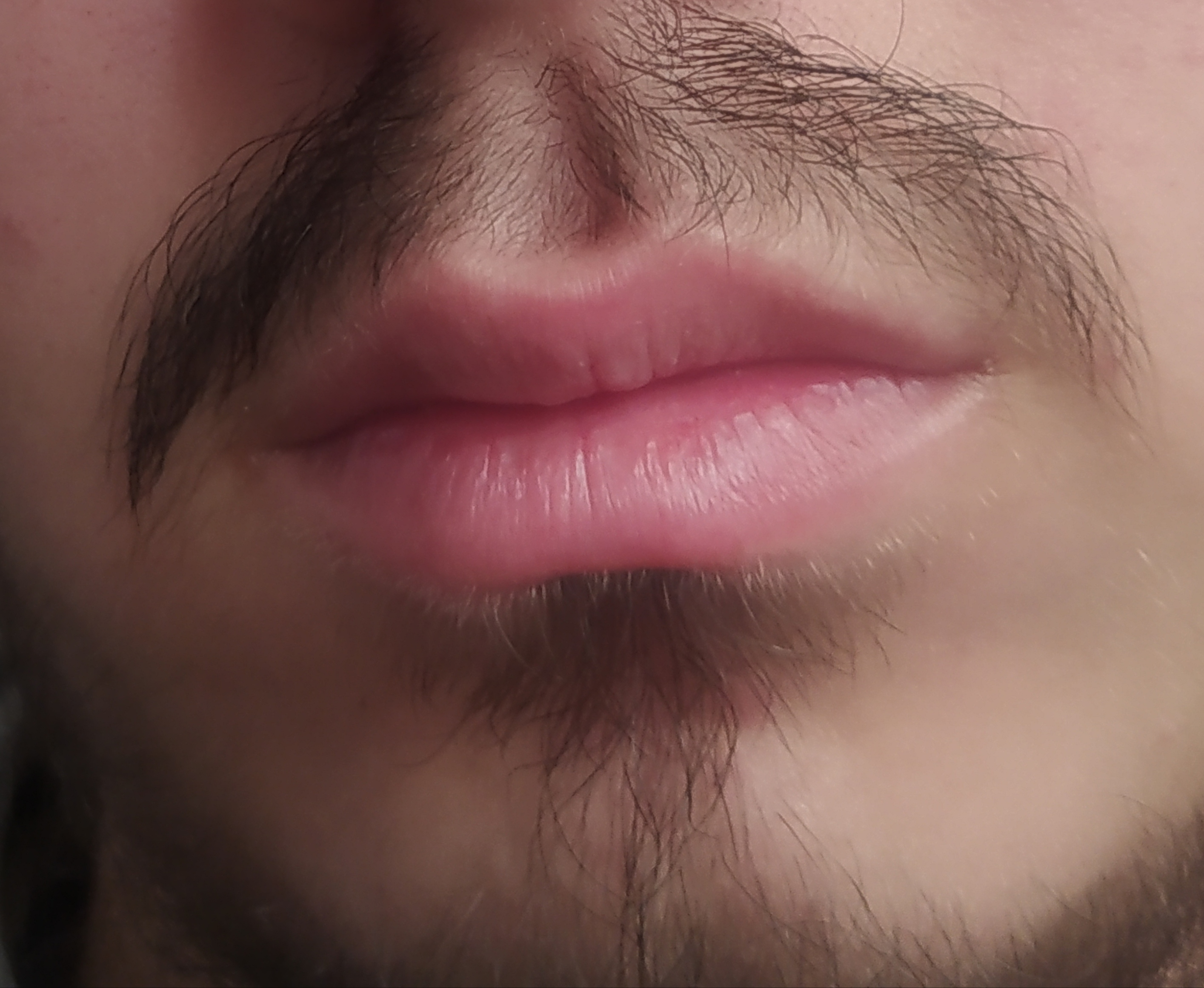
دهان بسته یک مرد

دستگاه گوارش انسان

دَهان نخستین عضو دستگاه گوارش بدن است که غذا و آب برای گوارش، اول وارد این عضو می‌شوند. دهان شامل حفره دهان، دندان‌ها، زبان، بزاق، لثه و سقف دهان است. 
دهان انسان در اعمال زیادی نظیر حرف زدن خندیدن. چشیدن. گاز گرفتن. جویدن، اعمال جنسی و بلعیدن غذا شرکت دارد. اولین قدم در راه گوارش غذا. خرد کرد و جویدن مواد غذایی است که توسط دندان‌ها صورت می‌گیرد. هرکدام از دندان‌ها با شکل خاص خود به عمل جویدن کمک می‌کنند. دندان‌های پیشین برای بریدن. دندان‌های نیش برای پاره کردن و دندان‌های آسیا (دندان‌های آسیاب کوچک و دندان‌های آسیای بزرگ) برای خرد کردن لقمه شکل گرفته‌است.
فک بالا ثابت است و حرکت نمی‌کند؛ ولی فک پائین حرکت دارد و عمل باز و بسته شدن دهان را انجام می‌دهد. در داخل استخوان هر فک حفراتی وجود دارد که ریشه دندان‌ها در آن قرار می‌گیرد. در این حفرات دندان‌ها به وسیلهٔ الیاف دور دندان به استخوان فک متصل می‌شوند. روی آرواره‌ها و دور دندان را لثه می‌پوشاند. به آرواره لثه و الیاف نگهدارنده دور دندان بافت نگهدارنده دندان گفته می‌شود.

## کالبدشناسی

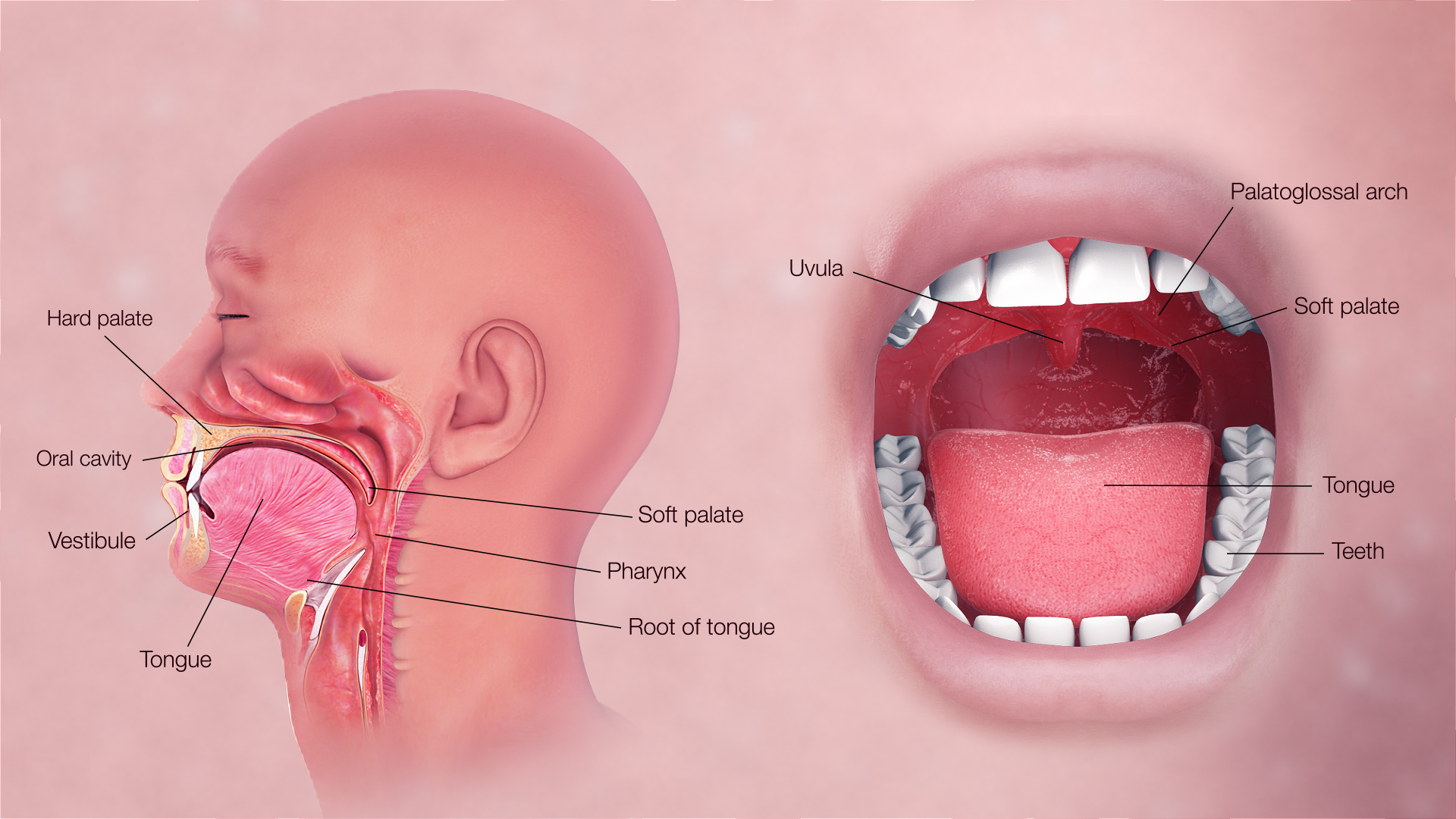
بخش های دهان انسان

لوله گوارش شامل بخش‌های مختلفی است که از حفره دهان شروع می‌شود و تا راست‌روده امتداد می‌یابد. دهان اولین بخش دستگاه گوارش است که از لب‌ها شروع می‌شود و خود به وسیله قوس‌های دندانی به دو بخش دهلیز و حفره حقیقی دهان تقسیم می‌گردد. سقف حفره دهان را کام تشکیل می‌دهد که خود مرکب از دو بخش کام استخوانی (سخت‌کام) و پرده کامی (نرم‌کام) است. طرفین حفره دهان
را گونه محدود می‌کند و کف دهان یک پرده عضلانی است که زبان روی آن قرار می‌گیرد. حفره دهان از عقب به ناحیه حلق دهانی منتهی می‌شود و در هر طرف از حذ خلفی حفره دهان دو چین عمودی پدید آمده‌است به نام‌های کامی‌زبانی و کامی‌حلقی که حفره لوزه کامی را پدید می‌آورند. این حفره در هر طرف جایگاه لوزه کامی است. علاوه بر این، در سطح پشتی قاعده زبان و در جدار خلفی اولین بخش از حلق تشکیلات لوزهای پراکنده‌ای به نام‌های لوزه زبانی و لوزه حلقی پدید آمده‌است که همه جزو دستگاه دفاعی بدن هستند.‎
زبان به صورت یک توده عضلانی به کف دهان چسبیده‌است و چون ماهیچه‌های آن در جهات مختلف واقع شده‌اند می‌توان از حرکت دادن آن به اشکال گوناگون استفاده کرد. سطح فوقانی زبانی دارای پرزهای فراوانی است که به کار ادراک چشایی می‌آیند. پوشش مخاطی داخل دهان از نوع پوشش سنگفرشی مطبق است که تا ناحیه حلق و مری نیز به همین شکل است و تا معده ادامه می‌یابد.‎
سقف دهان اعصاب خود را از اعصاب بزرگ کامی می‌گیرد که رشته‌هایشان را از عصب فک بالا (ماگزیلاری) می‌گیرند.
کف دهان توسط شاخه‌ای از عصب فک پایین (عصب مندیبولار، شاخه‌ای از عصب سه‌قلو) که عصب زبانی نامیده می‌شود) عصب‌دهی می‌شود. گونه نیز توسط شاخه‌ای از عصب فک پایین به نام عصب دهانی (بوکال) عصب‌دهی می‌شود.

## سلامتی دهان
دهان سالم با توجه روزانه به بهداشت دهان و رژیم غذایی مناسب حاصل می‌شود.
بوی دهان: دهان علاوه بر محتویاتش، یعنی دندان‌ها، لثه، زبان، غدد بزاقی و مخاط، به علت موقعیت و ارتباط خاص خود با دستگاه‌های تنفسی و گوارشی، منعکس‌کنندهٔ حالات سلامت و بیماری این دستگاه‌ها است. بوی دهان ممکن است نشانهٔ وجود عارضه و ضایعه‌ای در یکی از قسمت‌های مرتبط با آن باشد.

## برنامه‌های انجام شده در مورد سلامتی دهان
سلامتی افراد جامعه، نقش مؤثری در پیشرفت آن جامعه دارد. سلامت، محور توسعه است و سطح سلامتی جامعه نیز از توسعه یافتگی آن تأثیر می‌گیرد. تأثیر دهان و دندان در سلامتی یک فرد و در نتیجه یک جامعه چنان مهم است که هم‌اکنون یکی از ۱۱ شعار مهم قرن بیست و یکم است .

شعار ۸۰–۲۰ نمونه‌ای از آن‌ها است و به معنای وجود حداقل ۲۰ دندان طبیعی در دهان هشتاد ساله‌ها در دهه آغازین قرن بیست و یکم می‌باشد.
تحقق این شعارها نیازمند((DMFT) گروه سنی) است.
DMFT: عبارت است از دندان‌های دائمی که دچار پوسیدگی شده یا در نتیجه پوسیدگی کشیده یا افتاده یا پر شده باشند.

## نقش دهان در سلامتی انسان
دهان انسان جز تکمیلی بدن او به‌شمار می‌آید. پس اگر دچار بیماری شود می‌توانند کل بدن را تحت تأثیر قرار دهد برای نمونه وقتی که لثه فرد دچار خون‌ریزی می‌شود باکترهای پلا ک دندان می‌توانند از این طریق وارد بدن انسان شده، و عامل ایجاد بیماری‌هایی از قبیل ذات‌الریه، بیماری‌های تنفسی و دیابت شوند. سلامتی دهان در زنان و مردان متفاوت است.

## خمیر دندان‌ها و مسواک‌ها
تاریخچهٔ خمیر دندان‌ها به سال ۱۷۸۰ برمی گردد. در قرن نوزدهم خمیر دندان‌ها به صورت پودر بودن ولی امروزه یک خمیر دندان معمولی از مواد زیر ساخته می‌شود
- - مونوفلوروفسفات سدیم.
  - رنگ.
  - طعم.
  - فلوراید.
  - مواد کف‌زا.
  - پاک‌کننده‌ها.
  - مواد رطوبت زا

امروزه خمیر دندان چنان تفاوتی با هم ندارند ولی به علت این که مسواک نقش بسیار مهمی در سلامتی دهان دارد باید در انتخاب آن دقت کرد و بعد از هر بار مسواک زدن، مسواک را باید به خوبی شست. یک مسواک خوب باید نرم بوده و دارای رشته‌های نایلونی باشد و اندازهٔ آن باید مناسب دهان فرد باشد. روش‌های مسواک زدن برای کودکان افراد معمولی و معلول متفاوت است بهتر است بهد از هر وعدهٔ غذا دندان‌ها را مسواک زد. برای پاک کردن سطوح بین دندان از نخ داندان استفاده شود.

## سیگار و سلامت دهان
سیگار باعث سیاه شدن دندان‌ها به علت نیکوتین و تار موجود در سیگار، بیماری‌های لثه به علت تشکیل پلاک باکتری و لقی دندان‌ها به علت مشکل در روند تر میم بافتی لثه‌ها، می‌شود و اگر بیش از اندازه مصرف شود باعث سرطان دهان، ریه و مجاری تنفسی نیز می‌شود.

## جرم‌گیری
انواع لکه‌های رنگی در دهان:
- لکه‌هایی که در اثر پوسیدگی به وجود می‌آیند.
- لکه‌هایی که در ساختمان خود دندان وجود دارند.
- لکه‌هایی که در اثر رسوبات مواد غذایی حاصل می‌شوند.

رسوب مواد غذایی بستر مناسبی را برای رشد میکرو ب‌ها فراهم می‌آورد این جرم‌ها که به مرور زمان به صورت لکه‌های سیاه رنگ ظاهر می‌شوند با مسواک زدن از بین نمی‌روند این جرم‌ها که بیشترین در صد تشکیل دهندهٔ آن‌ها انواع میکروب‌های خطرناک هستند، در اثر گذشت زمان باعث تخریب لثه‌ها و در نهایت ایجاد انواع بیماری‌های دهان و لق شدن دندان‌ها می‌شوند. جهت جلوگیری از ایجاد جرم دردهان باید به نکات زیر توجه کرد:
- استفادهٔ صحیح از مسواک و نخ دندان.
- رعایت بهداشت دهان.
- جرم‌گیری دندان‌ها در هر سال.

## دندان درآوردن
پدیده دندان درآوردن عبارت است از ظهور متوالی دندان‌های شیری و دایمی. دندان‌های جدید به‌طور مداوم از ۶ ماهگی تا ۳ سالگی در می‌آیند. کودک بین ۱۲–۶ سالگی دندان‌های شیری خود را از دست می‌دهد و دندان‌های دایمی جای آن‌ها را می‌گیرد. به‌طور متوسط اولین مجموعه دندان‌ها در مدت کوتاهی بعد از دومین سالروز تولد، کامل می‌گردد.
- -     - علایم شایع

تولید بیش از حد بزاق، دندان قروچه و جویدن هر چیزی که بچه بتواند بگیرد،
درد (این علامت را نمی‌توان ثابت کرد ولی احتمالاً ایجاد می‌گردد)،
لثه‌ها ممکن است قرمز و متورم شوند،
تحریک‌پذیری،
کج‌خلقی؛ لجبازی،
اشکال در به خواب رفتن،
گریه بیش از حد معمول.
دندان درآوردن هرگز نباید علت تب، استفراغ، اسهال، بی‌اشتهایی طولانی، درد گوش، تشنج، سرفه یا بثور محل پوشک در نظر گرفته شود. این‌ها علایم یک بیماری هستند.
- -     - علل

تکامل فیزیولوژیک طبیعی،
عوامل افزایش‌دهنده خطر.
مشکلات مربوط به دندان درآوردن با هیچ‌یک از عوامل خطرزای شناخته شده ارتباط ندارند.
- -     - پیشگیری

مشکلات مربوط به دندان درآوردن را نمی‌توان پیشگیری کرد ولی می‌توان علایم آن را تسکین داد. زمان دندان درآوردن بسیار متغیر است. البته توالی دندان درآوردن طبیعی در کودکان به شرح زیر است:
اولین دندان‌ها (دندان‌های پیش تحتانی) در حدود ۶ ماهگی، در دخترها زودتر از پسرها
اولین دندان دایمی در حدود ۶ سالگی
دندان‌های آسیای کوچک بین ۱۲–۱۰ سالگی دندان‌های آسیای بزرگ در حدود ۱۲ سالگی
عواقب مورد انتظار
ناراحتی حاصل از دندان درآوردن را می‌توان به‌طور نسبی تسکین داد.
- -     - عوارض احتمالی

دندان درآوردن ممکن است به اشتباه به عنوان یک بیماری تب‌زا تشخیص داده شود.

## پوسیدگی دندان
پوسیدگی دندان با انحلال مینای دندان به وسیلهٔ اسید شروع می‌شود این اسید از باکتری‌هایی ترشح می‌شود که کربوهیدراتهای موجود در غذا را تخمیر می‌کنند. دیگر عوامل مؤثر در پوسیدگی دندان عبارتند از ژنتیک، تغذیه، رفتار، نژاد، سن و عوامل میزبان. در دندان‌هایی که چگالی مینای کمتری دارند پوسیدگی دندان بیشتر صورت می‌گیرد. سوراخ‌های پوسیدگی در دندان وقتی صورت می‌گیرد که بعد از حملهٔ اسید، مادهٔ معدنی از دست رفته به اندازهٔ کافی بازسازی نشده باشد این سوراخ‌ها تحت دو شرایط حاصل می‌شود یکی اینکه فرد در تمیز کردن دندان‌های خود از خمیر دندان حاوی فلورید استفاده ننمایید و دیگری این که مصرف کربوهیدرات‌ها در این فرد خیلی زیاد باشد.

## فرسایش دندان
مهم‌ترین علت از دست رفتن استحکام دندان فرسایش ان است که اسیدهای غذایی مهم‌ترین عامل این پوسیدگی‌ها شناخته شده‌اند با این که وقتی دندانی شروع به فاسد شدن می‌کند بزاق دهان کار حفاظت در دهان را شروع می‌کند اما اگر این حملهٔ اسیدی قوی باشد بزاق دهان نمی‌توانند از دهان فرد محافظت نماید و در نتیجه به تدریج دندان فرد دچار فرسایش می‌شود.
مصرف ساکارز مهم‌ترین عامل پوسیدگی شدید دندان‌ها تا به حال شناخته شده‌اند.
- -     -       - راه‌های پیشگیری از فرسایش دندان‌ها
- رعایت بهداشت دهان
- استفاده از خمیر دندان‌های حاوی فلوراید
- توجه به رژیم غذایی
- عدم استفاده از نوشابه‌های اسیدی و گاز دار
- خوردن مقدار کمی پنیر پس از غذا
- جویدن آدامس بعد از غذا
- عدم استفاده از کربو هیدرات‌ها به هنگاه خواب
- مراجعهٔ منظم به دندانپزشک.

## دهان خندقی
دهان خندقی عبارت است از عفونت بافت بین دندان‌ها، مسری یا سرطانی نیست. در صورت عدم درمان، دهان خندقی می‌تواند به غدد لنفاوی گردن، لوزه‌ها، طناب‌های مغزی، نایژه‌ها، مقعد یا مهبل گسترش یابد. هر دو جنس و تمامی سنین را مبتلا می‌کند ولی در جوانان (۴۰–۲۰ ساله) شایع‌تر است.
- - علایم شایع

لثه دردناک،
خونریزی از لثه در هنگام فشار دادن آن،
ترشح بیش از حد بزاق،
نفس بدبو،
زخم‌های پوشیده با غشای خاکستری روی لثه‌ها،
بلع همراه با سختی،
تکلم مشکل،
- - علل

رشد غیرطبیعی باسیل‌های قارچی‌شکل و یک اسپیروکت. این میکروب‌ها ارگانیسم‌های کوچکی هستند که معمولاً بدون آزاری در گردن لثه‌ها وجود دارند.
عوامل افزایش‌دهنده خطر
تغذیه نامناسب،
بیماری که باعث کاهش مقاومت شده باشد،
سیگار کشیدن،
استرس،
بهداشت نامناسب دهان، رسوب جرم دندان، پلاک یا غذا بین دندان‌ها.
- - پیشگیری

بهداشت دهان را حفظ کنید. برای مسواک زدن دندان‌ها: هر روز با یک مسواک نرم، دندان‌ها را از پلاک‌های چسبنده و آشکار پاک کنید. در هر لحظه یک قسمت از دندان‌ها را مسواک کنید. سپس زبان را مسواک بزنید. یک مسواک نرم نسبت به یک مسواک سفت آسیب کمتری به دندان‌ها و لثه وارد می‌کند. برای استفاده از نخ دندان از نخ دندان مومی یا غیرمومی استفاده کنید.
از یک رژیم غذایی کاملاً متعادل استفاده کنید.
سیگار نکشید.

## سرطان دهان
منشأ سرطان دهان اغلب رشد سلول‌های بدخیم از اپیتلیوم سنگفرشی مطبق در دهان یا زبان می‌باشد. این سرطان بیشتر در بزرگسالان دیده می‌شود. علایم این بیماری یک برآمدگی رنگ پریده در دهان می‌باشد که امکان بزرگ شدن و خون‌ریزی این برآمدگی وجود دارد. این بیماری در اثر مصرف تنباکو، جویدن تنباکو و الکل و… حاصل می‌شود. این سرطان اگر خوش‌خیم باشد با عمل جراحی آن را را برمی‌دارند (مانند برداشتن فک فوقانی، برداشتن فک تحتانی یا زبان) در غیر این صورت بیمار بایستی از داروهای ضد سرطان استفاده نماید.

## برفک دهان
تکه‌های سفید رنگ در دهان نوزاد به‌طوری‌که نوزاد نمی‌توانند به خوبی شیر بخورد. عامل این بیماری رشد کاندیدا آلبیکنس می‌باشد. این بیماری بیشتر از طریق انتقال عفونت از مونیلیاز واژینال مادری به مخاط دهان نوزاد صورت می‌گیرد. همچنین عدم دقت در تمیز کردن شیشهٔ شیر نوزاد و آلوده شدن سینهٔ مادر به عفونت قارچی نیز می‌توانند از عوامل اصلی این بیماری باشد.
داروی این بیماری سوسپانسیون نیستاتین است که این دارو را باید طوری استفاده کرد که به تمام قسمت دهان برسد در واقع باید تمامی سطح برفک‌ها را بپوشاند.

## عفونت غدد بزاقی
عفونت غدد بزاقی ناشی از میکروب‌های عفونت‌زا به غیر از ویروس عامل اوریون. این بیماری در کودکان شایعتر است.
- -     - علایم شایع

درد و تورم غدد بزاقی پاروتید (بناگوشی) یا زیرزبانی
درد و تورم غدد لنفاوی گردن (تحت فکی)
احساس طعم ناخوشایند در دهان به‌دلیل وجود عفونت غدد بزاقی
تب
- -     - علل

عفونت باکتریایی ناشی از استافیلوکوک یا گونه دیگری از باکتری‌ها
عوامل افزایش‌دهنده خطر
سن بالای ۶۰ سال
استعمال دخانیات
بی آبی بدن
بهداشت دهانی نامناسب
تغذیه نامطلوب، به‌خصوص کمبود ویتامین‌ها
بیماری مزمن یا اخیر که باعث کاهش مقاومت بدن شده باشد، به‌خصوص عفونت‌های دهان
مصرف داروهایی که باعث خشکی دهان می‌گردند.
سنگ مجاری غدد بزاقی
- -     - پیشگیری

دندان‌ها را به‌طور مکرر مسواک زده و پاک نمایید و به‌خصوص هنگامی که بیماری دهان وجود دارد. از دهان شویه‌های ضدعفونی‌کننده استفاده نمایید.
به‌طور منظم جهت ارزیابی وضعیت دندان‌ها به دندانپزشک خود مراجعه نمایید.
عواقب مورد انتظار
با درمان معمولاً در عرض دو هفته بهبود می‌یابد. اگر غده بزاقی در اثر وجود سنگین یا بافت جوشگاهی مسدود گردد، قبل از اقدام به درمان طبی، جراحی لازم است.
عوارض احتمالی
انسداد دایمی و کامل مجاری غدد بزاقی که نیازمند جراحی است.
- -     - درمان

اصول کلی
بررسی‌های تشخیصی ممکن است شامل آزمایش‌هایی نظیر کشت چرک‌گرفته‌شده از غده عفونی باشد.
استفاده از کمپرس آب گرم یا بالشتک گرم‌کننده تنظیم‌شده بر روی درجه کم برای تخفیف درد و تسریع بهبودی کمک‌کننده‌است.
داروها
آنتی‌بیوتیک‌ها برای مقابله با عفونت
برای درد خفیف، استفاده از داروهای بدون نسخه نظیر استامینوفن ممکن است کافی باشد.
فعالیت
محدودیتی وجود ندارد. پس از برطرف شدن تب، فعالیت‌های طبیعی خود را از سر بگیرید.
رژیم غذایی
رژیم خاصی نیاز نیست. روزانه حداقل ۸–۶ لیوان مایعات مصرف کنید.
در این شرایط به پزشک خود مراجعه نمایید.
اگر شما یا یکی از اعضای خانواده‌تان دارای علایم عفونت غدد بزاقی باشید.
عدم بهبود عفونت در عرض ۴ روز درمان یا تشدید علایم با وجود درمان
تداوم تب با وجود درمان، یا عود آن پس از درمان.

## بوی بد دهان
بیشترین علت بوی بد دهان عامل‌های موضعی است باید گفت که بوی بد دهان نشان دهندهٔ یک بیماری در دهان است که باید به موقع شناسایی و درمان شود طبق مطالعات انجام شده ترکیب گوگرددار متیل مرکاپتان، سولفید هیدروژن و دی متیل سولفید سه عامل اصلی بوی بد دهان شناخته شده‌اند بیماری‌های سینوس نظیر سینوزیت مزمن و فیستول سینوس دهانی و بیماری‌های بینی ازجمله رینیت آتروفیک سل و سیفیلیس و رینیت چرکی همراه با ترشح و بیماریهای حلق، بیماریهای دستگاه تنفس تحتانی، اختلالات گوارشی و سوهضم، زخم‌های معده، سرطان مری و معده، یبوست و عفونت‌های روده‌ای نیز باعث بوی بد دهان می‌شود.
راه‌های درمان این بیماری:
- شناخت به موقع بیمارهایی که موجب ایجاد بوی بد در دهان می‌شود و در مان آن
- نظافت دهان
- استفادهٔ درست از مسواک
- استفاده از مسواک باید به گونه‌ای باشد که تمامی جرم‌های موجود در دهان را از بین ببرد
- تمیز کردن زبان با مسواک
- استفاده از خلال دندان
- قرقره کردن آب‌نمک
- عادات غذایی
  -     -       - تغذیه و نقش ان در سلامتی دهان و دندان

کیفیت و مواد تشکیل دهندهٔ غذایی که استفاده می‌کنیم می‌تواند نقش بسیار مهمی در بیماری یا سلامت دهان داشته باشد. بهترین مواد غذایی موادی هستند دارای آنتی‌اکسیدان (ضد باکتری) باشد چون این ماده باعث تقویت سیستم دفاعی و در نتیجه سلامتی دهان و دندان شود. همچنین استفاده از کلسیم و ویتامین دی باعث سخت شدن دندان‌ها و در نتیجه عدم خرابی آن‌ها می‌شود یا استفاده از ویتامین ث باعث تقویت لثه‌ها می‌شود. استفاده از ویتامین ب در سلامتی دهان و رشد سلول‌ها بسیار مو ثر است بهتر است از قندها به صورت کم و مخلوط با سایر مواد غذایی استفاده شود.
- -     -       - نقش تغذیه در سلامتی دهان کودکان

یک رژیم غذایی مناسب برای کودکان باید طوری باشد که علاوه بر این که همهٔ نیازهای بدن او را تأمین می‌کنند، باعث ایجاد انواع بیماری‌های دندانی و دهانی نشود. علاوه بر این رزیم غذایی کودکان در شکل‌گیری کامل دندان‌های کودکان نقش بسیار مهمی دارد باید مراقب بود که کودکان زیا از مواد قندی استفاده ننمایند. البته یک رژیم غذایی مناسب به تنهایی نمی‌تواند فلوریدای لازمه را که برای رشد دندان‌های کودکان لازم است را فراهم کند.

## خشکی دهان
خشکی دهان در اثر مصرف برخی از داروهای ضد افسردگی و ضد فشار خون در اثر افسردگی و مشکلات تیروید و دیابت حاصل می‌شود. به این صورت که بزاق دهان کم شده و فرد احساس چسبندگی زبان، سوزش دهان، خشکی زبان، تورم لثه‌ها ترک لب‌ها، از دست دادن حس چشایی و ایجاد زخم در دهان می‌شود.
- بررسی غدد
- نوشیدن اب
- عدم استفاده از سیگار و داروهای ضد افسردگی و آرام بخش
- درصورت نیاز استفاده از بزاق مصنوعی
- شست‌وشوی دهان
- مراجعه به داندان پزشک
- استفاده از نخ دندان

## بزاق دهان
غدد موجود در بافت همبند زیر مخاط دهان که به‌طور مداوم ترشح می‌کنند، غدد بزاقی فرعی نامیده می‌شوند
غده‌های بزاقی اصلی عبارتند از بناگوشی، تحت فکی و زیر زبانی که ترشحات این غدد را بزاق می‌نامند. میزان ترشح بزاق دریک شخص سالم معادل ۱۵۰۰–۱۰۰۰ میلی لیتر می‌باشد.
بزاق دهان به مرطوب نگه داشتن دهان حفاظت از دهان در برابر باکتریها، و به هضم غذا و.. کمک می‌کند
ترشحات بزاق توسط عوامل مکانیکی و اعصاب به‌طور خود کار کنترل می‌گردد.
مشکلاتی ناشی از کم شدن بزاق
- از دست دادن حس چشایی
- ایجاد اشکال در عمل جویدن و بلع و تکلم
- افزایش میزان پوسیدگی و عفونت دهان
- ایجاد زمینه مناسب برای رشد انواع قارچ‌ها و بوی بد دهان
- ازدست دادن گیر و لق شدن دندان مصنوعی

## لثه
لثه قسمتی از مخاط دهان می‌باشد که به‌طور محکم به پریوست استخوان فک در فک فوقانی و تحتانی چسبیده‌است. بیماری‌های لثه با جمع شدن پلاک در اطراف دندان شروع می‌شود که این‌ها بافت لثه را آلوده کرده و باعث تورم و قرمزی ان می‌شود که در این حالت لثه دچار التهاب شده و اگر به ان توجه نشود باعث جدا شدن لثه از دندان‌ها می‌شود که به ان پریودنتیت مزمن می‌گویند که عدم توجه به ان باعث از دست رفتن دندان خواهد شد البته با تغذیهٔ سالم و مصرف میوه‌ها و سبزیجات می‌توان به مقاومت لثه‌ها افزود. برخی از داروها ی گیاهی که به این بیماری کمک می‌کنند عبارتند از محلول ورم‌های لثه که می‌تواند برای در مان عفونت لثه مفید باشد و گیاه سنون که برای خون ریزی و فساد لثه و بوی بد دهان می‌توانند اثرات مفیدی بگذارد. لثه سالم دارای قوای محکمی بوده و کاملاً بر روی استخوان چسبیده‌است رنگ لثهٔ سالم صورتی رنگ می‌باشد.

## بیماری‌های لثه
بیماری‌های لثه بیماری‌های خاموشی اند این بیماری‌ها فقط به لثه اثر نمی‌گذارند بلکه کل بدن انسان را درگیر می‌سازند. اگر کسی در مدت ۲۴ ساعت مسواک نزند با تجمع باکتری‌ها و مواد غذایی در دهان و لثه‌های او التهاب خفیفی در لثه‌های او ژنژیویت نام دارد که سرآغاز بیماری‌های لثه‌است.
از جمله از کسانی که دچار بیماری‌های لثه می‌شوند عبارتند از:
- خانم‌های باردار
- افراد سیگاری
- افراد بی‌توجه به بهداشت دهان و دندان

بیماری التهاب لثه معمولاً ناشی از جرم‌های دندان است و خود را به صورت تورم، قرمزی و احساس مزه ناخوشایند، خون‌ریزی مکرر لثه نشان می‌دهد.